# U.S.A. (Aiight Then)
U.S.A. (Aiight Then) - singel amerykańskiego zespołu hip-hopowego Mobb Deep. Utwór pochodzi z albumu Murda Muzik z roku 1999.

## Lista utworów
Side A
1. "U.S.A. (Aiight Then)" (Clean Version)
2. "U.S.A. (Aiight Then)" (Dirty Version)
3. "U.S.A. (Aiight Then)" (Instrumental)

Side B
1. "Spread Love" (Clean Version)
2. "Spread Love" (Dirty Version)
3. "Spread Love" (Instrumental)

## Notowania
| Notowania (2000)                           | Najwyższa pozycja |
| ------------------------------------------ | ----------------- |
| Billboard Hot R&B/Hip-Hop Singles & Tracks | 95                |
| Billboard Hot Rap Tracks                   | 36                |